# Vocalització dels ocells

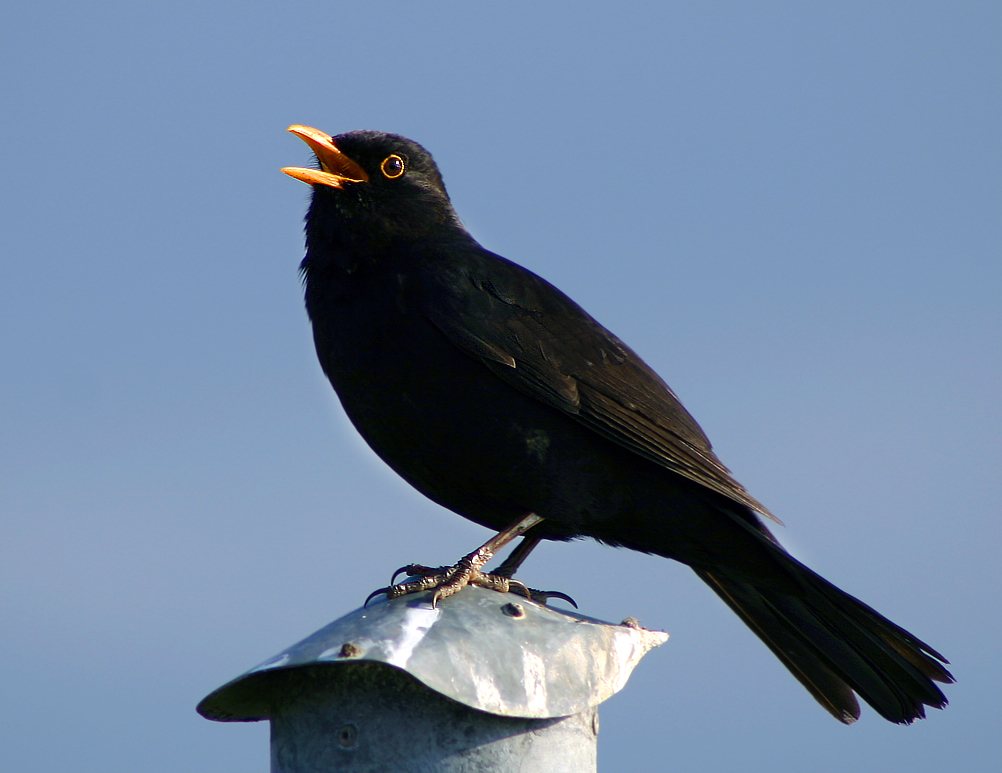
Merla mascle (Turdus merula) vocalitzant al port de Bogense, Fiònia, Dinamarca.

Les vocalitzacions dels ocells són els sons vocals (les veus, el crit) que emeten els ocells, i inclouen tant els reclams com els cants. En un llenguatge no tècnic, s'entén per cant dels ocells aquells sons produïts per ocells que són melodiosos per a l'orella humana. En ornitologia i observació d'ocells, el cant es distingeix del reclam per la funció: els cants són més llargs i més complexos, van associats al festeig i l'aparellament, i provenen dels reclams, els quals expandeixen. Els reclams, per contra, són vocalitzacions o veus més simples que tenen funcions com ara d'alarma o establiment de contacte entre els membres d'un esbart.

## Vocalitzacions d'alguns ocells
S'assignen també diferents paraules per a descriure diferents tipus de sons emesos pels ocells, molts dels quals són al nostre vocabulari general. Alguns verbs descriptius dels cants, crits o refilets dels ocells són: piular, refilar, xiular, xerrotejar, escatainar o clocar, cloquejar, claquejar, garrular, corruquejar, marrucar, marruquejar, parrupar o parrupejar, escotxegar, esgaripar, xisclar, grallar, udolar o ulular. Per exemple, el típic moixonet (ocell petit, passeriforme) piula (fa piu-piu) i refila, i se sent la piuladissa o el refilar. Les orenetes xerrotegen. Les gallines escatainen, o escainen, catasquegen, cloquegen o fan cloc-cloc quan han post o coven. Al contrari, quan fa quicquiriquic el gall, simplement es diu que canta. Les oques, com les gallines, també poden cloquejar o glosir. El colom, la tórtora eurasiàtica i el tudó parrupegen, mentre que la tórtora també ulula. Els ànecs i les oques claquen o nyequegen. Els còrvids grallen, etc. Els ànecs xiuladors i els ànecs mandarins, es diu que xiulen, perquè emeten una mena de xiulet.

## Sons no vocals dels ocells
Alguns ocells, al contrari, també comuniquen fent sons amb el bec, repercutint sobre diferents superfícies, com ara els picots contra la fusta de l'arbre. Les cigonyes saluden el company d'amors quan tornen al niu clacant o claquejant, és a dir, aixequen el cap i fan clac-clac, obrint i tancant el bec repetidament, emetent un claqueig que sona una mica com si tustessin a una porta... Alguns ocells també usen les ales per a fer sorolls comunicatius.

## Reclam (aparell)
Els reclams o enzes ón també aquells instruments que usen els humans per a reproduir els reclams de determinats ocells, normalment per a atreure'ls, sigui per a caçar-los, capturar-los o per fins estudiosos. Poden ser fets de fang, metall, pell, canya, fusta, etc. Alguns reclams també es diuen xiulets, segons el so que facin.
Cal dir que avui en dia, hi ha manta enregistraments de reclams i cants d'ocells. Eloïsa Matheu, per exemple, del Museu de Ciències Naturals de Barcelona, és una biòloga que ha capturat molts reclams durant anys de treball al camp, d'ençà del 1990.
També s'usen els reclams en directe d'ocells engabiats per a atreure'n d'altres.